# Aglianese Calcio 2004-2005
Questa voce raccoglie le informazioni riguardanti  l'Aglianese Calcio nelle competizioni ufficiali della stagione 2004-2005.

## Rosa
| N. |                   | Ruolo | Calciatore        |
| -- | ----------------- | ----- | ----------------- |
|    | Italia (bandiera) | C     | Riccardo Barbini  |
|    | Italia (bandiera) | C     | Matteo Berretti   |
|    | Italia (bandiera) | A     | Cesare Bertolucci |
|    | Italia (bandiera) | A     | Jacopo Bonciani   |
|    | Italia (bandiera) | D     | Andrea Briglia    |
|    | Italia (bandiera) | D     | Andrea Cappelli   |
|    | Italia (bandiera) | C     | Davide Centi      |
|    | Italia (bandiera) | C     | Enrico Cortese    |
|    | Italia (bandiera) | D     | Tommaso Corucci   |
|    | Italia (bandiera) | A     | Lorenzo Damiano   |
|    | Italia (bandiera) | A     | Gabriele Falchini |
|    | Italia (bandiera) | C     | Marco Fantozzi    |
|    | Italia (bandiera) | A     | Luca Ferretti     |
|    | Italia (bandiera) | D     | Filippo Ganassin  |

| N. |                      | Ruolo | Calciatore          |
| -- | -------------------- | ----- | ------------------- |
|    | Italia (bandiera)    | D     | Dario Ghiandi       |
|    | Italia (bandiera)    | C     | Filippo Gori        |
|    | Italia (bandiera)    | D     | Paolo Immer         |
|    | Italia (bandiera)    | A     | Alberto La Mantia   |
|    | Italia (bandiera)    | P     | Ruben Licciardi     |
|    | Italia (bandiera)    | D     | Daniele Lotti       |
|    | Italia (bandiera)    | C     | Alessio Malentacchi |
|    | Italia (bandiera)    | C     | Mirko Maretti       |
|    | Italia (bandiera)    | C     | Claudio Mori        |
|    | Italia (bandiera)    | A     | Francesco Nardi     |
|    | Italia (bandiera)    | A     | Nicolò Rossetti     |
|    | Italia (bandiera)    | C     | Manuel Saccani      |
|    | Italia (bandiera)    | D     | Simone Venturi      |
|    | Rep. Ceca (bandiera) | P     | Milan Zahalka       |